# 山田真由美 (アナウンサー)
山田 真由美（やまだ まゆみ、10月24日 - ）は、福岡放送の報道記者で、同局の元アナウンサー。

## 来歴
熊本県熊本市出身。
2016年7月1日付で報道局報道部の記者になり、アナウンス職から離れた。以後は報道部で政治・経済を担当している。また、『めんたいワイド』などにリポーターとして出演することがある。福岡放送運営のアナウンススクール『FBSアナウンスカレッジ』の講師も務めている。

## 担当番組
- 朝ドキッ!九州[Blog 3]
- めんたいワイド - スポーツコーナー[1]、特集コーナー「MOTTO!」[Blog 2]、お天気コーナー担当
- 夢空間スポーツ[1] - 第5代女性キャスター
- ズームイン!!SUPER - 中継担当（2007年10月から）[Blog 4]
- エコスイッチ[4]
- NEWS5ちゃん - スポーツコーナーほか担当[5]
- ZIP! - 5時台・6時台のニュースと気象情報担当（木曜・金曜、2013年9月から）[Blog 5]
- FBS金曜トレビアン - MC
- NEWSめんたいPlus - スポーツコーナー担当[Blog 2]

### ブログ出典
1. ↑  山田真由美 (2016年5月14日). “ふるさと”. ヤマダマビヨリ.   福岡放送. 2016年5月23日時点のオリジナルよりアーカイブ。2025年2月13日閲覧。
2. 1 2 3  山田真由美 (2016年6月27日). “最終回”. ヤマダマビヨリ.   福岡放送. 2016年7月23日時点のオリジナルよりアーカイブ。2025年2月13日閲覧。
3. ↑  山田真由美 (2007年10月1日). “2度目の「卒業」”. ヤマダマビヨリ.   福岡放送. 2007年10月5日時点のオリジナルよりアーカイブ。2025年2月13日閲覧。
4. ↑  山田真由美 (2008年2月8日). “行きたい島からのチョコレート”. ヤマダマビヨリ.   福岡放送. 2008年2月25日時点のオリジナルよりアーカイブ。2025年2月13日閲覧。
5. ↑  山田真由美 (2013年9月5日). “始めました”. ヤマダマビヨリ.   福岡放送. 2013年9月6日時点のオリジナルよりアーカイブ。2025年2月13日閲覧。

### 上記以外の出典
1. 1 2 3 4 5  “山田 真由美”. FBSアナウンサー・番組出演者紹介.   福岡放送. 2006年5月2日時点のオリジナルよりアーカイブ。2025年2月13日閲覧。
2. 1 2  FBS福岡放送アナウンスカレッジ [@fbs_anacollege] (2020年3月3日). "現在は報道部で主に政治・経済を担当。". X（旧Twitter）より2025年2月13日閲覧。
3. ↑  “「食べれば、おいしい！」絵本で伝えるフードロス削減 シリーズ「こどものミライ」”. 日テレNEWS NNN (2025年2月4日). 2025年2月13日閲覧。
4. ↑  “山田 真由美”. FBSアナウンサー・番組出演者紹介.   福岡放送. 2009年12月26日時点のオリジナルよりアーカイブ。2025年2月13日閲覧。
5. ↑  “山田 真由美”. FBSアナウンサー・番組出演者紹介.   福岡放送. 2014年8月21日時点のオリジナルよりアーカイブ。2025年2月13日閲覧。